# Geffen Records
Geffen Records est un label discographique américain, dirigé par Universal Music Group, troisième du groupe Interscope Geffen A&M Records.

## Histoire

### Débuts
Geffen Records est créé en 1980 par l'homme d'affaires américain David Geffen qui, au début des années 1970, a fondé Asylum Records. Geffen se sépare d'Asylum en 1975 lorsqu'il devient vice-président chez Warner Bros. Pictures. Il est renvoyé de chez Warner aux alentours de 1978, mais son contrat de 5 ans l'empêche d'obtenir un emploi ailleurs. Il revient en 1980 chez Warner Bros. Records pour conclure un contrat qui aidera à la création du label discographique Geffen Records. Le label, dont Warner possède tous les droits, distribue son catalogue musical au Royaume-Uni, au Canada et aux États-Unis ; Epic Records s'occupe de la distribution dans le reste du monde jusqu'en 1985 lorsque Warner Bros. prend possession de ces territoires. Les gains financiers sont alors équitablement partagés (50/50) entre Geffen et les distributeurs respectifs.
La première musicienne signée chez Geffen Records est Donna Summer, dont l'album certifié disque d'or intitulé The Wanderer devient le premier disque distribué par le label en 1980.
Le label distribue ensuite Double Fantasy de John Lennon et Yoko Ono. Il s'agit du premier album de Lennon depuis 1975. Deux semaines après son entrée dans les classements musicaux, Lennon est assassiné à New York. Par la suite, l'album est vendu à des millions d'exemplaires, attribuant à Geffen son premier single/album à atteindre la première place des classements ; les droits de l'album sont plus tard obtenus par EMI.
Tandis que les années 1980 passent, Geffen atteint le succès grâce à des musiciens et groupes comme Quarterflash, Asia, Wang Chung, Kylie Minogue et Sammy Hagar. À cette même période, le label continue de recruter nombre de célébrités telles que Elton John, Irene Cara, Cher, Debbie Harry, Don Henley, Joni Mitchell, Neil Young, Peter Gabriel et Jennifer Holliday. À la fin de la décennie, la société se forge une popularité à travers la scène musicale rock, grâce au succès de Whitesnake (aux États-Unis uniquement), The Stone Roses, Guns N' Roses, Tesla, Sonic Youth et les rockeurs des années 1970 d'Aerosmith. Cela mène Geffen à créer un sous-label, DGC Records en 1990, qui se focalise plus sur le rock progressif et qui aidera à l'émergence de groupes de rock comme Nirvana. Geffen a également distribué la première incarnation du label Def American Recordings via Warner Bros. de 1988 à 1990.

### Acquisition par MCA
En 1990, le contrat qui lie Geffen à Warner arrive à échéance. Le label est alors acquis par MCA Music Entertainment (plus tard renommé Universal Music Group). Pour David Geffen, ce contrat est estimé à 800 millions de dollars US et dure jusqu'en 1995. À la suite de cette acquisition, Geffen Records devient l'un des labels indépendants dirigés par MCA. Geffen devient directeur du label en 1995 pour collaborer avec Jeffrey Katzenberg et Steven Spielberg pour créer DreamWorks SKG, un empire multimédia ambitieux spécialisé dans les films, séries télévisées, et musiques.

### Interscope-Geffen-A&M
Universal Music Group acquiert PolyGram en 1999 et procède à une réorganisation des labels : Geffen Records, dont A&M Records, fusionne avec Interscope Records. En 2000, Geffen engage de nouveaux groupes et musiciens tels que Ashlee Simpson, Angels and Airwaves, Snoop Dogg et The Game, qui boostent la popularité du label via Interscope. En 2009, Geffen Records signe un accord avec Holy See pour produire un album composé des chansons et prières catholiques du pape Benoït XVI.
Jimmy Iovine relance l'empreinte Geffen en 2011, les bureaux ayant emménagé à New York. Gee Roberson — qui avait travaillé avec Jay-Z, Nicki Minaj et Lil Wayne — en devient président du conseil d'administration. En mars 2017, Neil Jacobson est nommé président de Geffen Records pour superviser la relance du label via de nouvelles signatures ainsi que la revigoration du catalogue légendaire du label. En décembre 2019, Jacobson quitte Geffen pour lancer Crescent Drive Productions.
En janvier 2020, Lee L'Heureux est nommé directeur général de Geffen Records.

## Groupes et artistes
Les groupes et artistes signés chez Geffen incluent notamment : Yeat, Olivia Rodrigo, Midwxst, Seventeen, Rod Wave, Nirvana, Kali Uchis, Aerosmith, Katseye, Lucy Dacus.